# Arthur Leclerc
Arthur Leclerc (Montecarlo, Mónaco; 14 de octubre de 2000) es un piloto de automovilismo monegasco. Fue integrante de las academias de pilotos de Sauber y Ferrari entre 2019 y 2023. Ha sido tercero del campeonato de ADAC Fórmula 4 en 2019, subcampeón de la Fórmula Regional Europea en 2020 y campeón de la Fórmula Regional Asiática en 2022.
Es el hermano menor del piloto de Fórmula 1 Charles Leclerc.

## Carrera

### Inicios
Leclerc comenzó su carrera en el karting, ganando el campeonato Kart Racing Academy en 2014.

### Campeonato Francés de F4
En 2018 fue promovido a carreras de monoplazas, participando en el Campeonato Francés de F4. Logró dos victorias en ocho podios en Paul Armagnac y Magny-Cours respectivamente para poder terminar quinto en el campeonato.

### Fórmula E
Durante la temporada 2017-18, Arthur fue piloto de desarrollo del equipo monegasco Venturi en Fórmula E. Durante ese periodo, ocupó el puesto de piloto de simulador. Continuó con el equipo en la temporada 2018-19, y participó en el test de jóvenes pilotos junto a Norman Nato. En 2019 y 2020 ocupó la labor de piloto de pruebas, participando nuevamente en el test de jóvenes pilotos.

### ADAC Fórmula 4
En 2019 compitió en ADAC Fórmula 4 con la escudería US Racing-CHRS. Logró una victoria en Hockenheimring, y el tercer puesto en el campeonato detrás de Théo Pourchaire y Dennis Hauger.

### Fórmula Regional

#### Campeonato de Fórmula Regional Europea

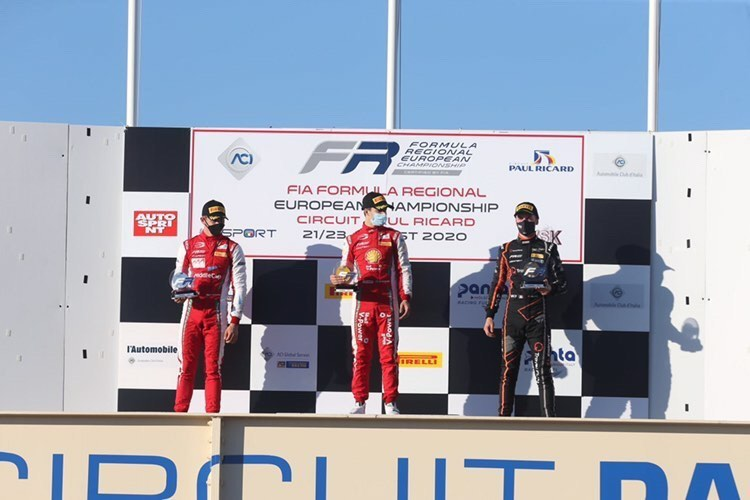
Leclerc en el podio tras ganar la primera prueba de la ronda de Le Castellet.

Para 2020, firmó contrato con la escudería Prema Powerteam para participar en el Campeonato de Fórmula Regional Europea. Comenzó la temporada con un triplete de pole position en la ronda de Misano, logrando la victoria en la segunda carrera. Volvió a ganar en la primera y tercera carrera en el circuito Paul Ricard. En Mugello logró el liderato provisional al ganar las tres carreras de la ronda. En la siguiente ronda, perdió el primer lugar en el campeonato contra su compañero Gianluca Petecof al finalizar tercero, noveno y sexto en las tres carreras. Posteriormente, tanto Leclerc como Petecof no volvieron a ganar en el año y lucharon por el título en el podio y en la zona puntuable. En la última ronda, en Vallelunga, logró ocho puntos en la primera carrera con un sexto puesto, pero dicho resultado no le alcanzó para coronarse campeón. Finalmente terminó subcampeón con 343 puntos, dieciséis detrás de Petecof (359).

#### Campeonato de Fórmula Regional Asiática
En enero de 2022 fue contratado por el equipo Mumbai Falcons India Racing para correr en el Campeonato de Fórmula Regional Asiática junto a Dino Beganovic, Oliver Bearman y Sebastián Montoya. En las quince carreras que disputó, logró tres victorias en nueve podios y una pole para poder quedarse con el título de pilotos, delante de Pepe Martí.

### Campeonato de Fórmula 3 de la FIA

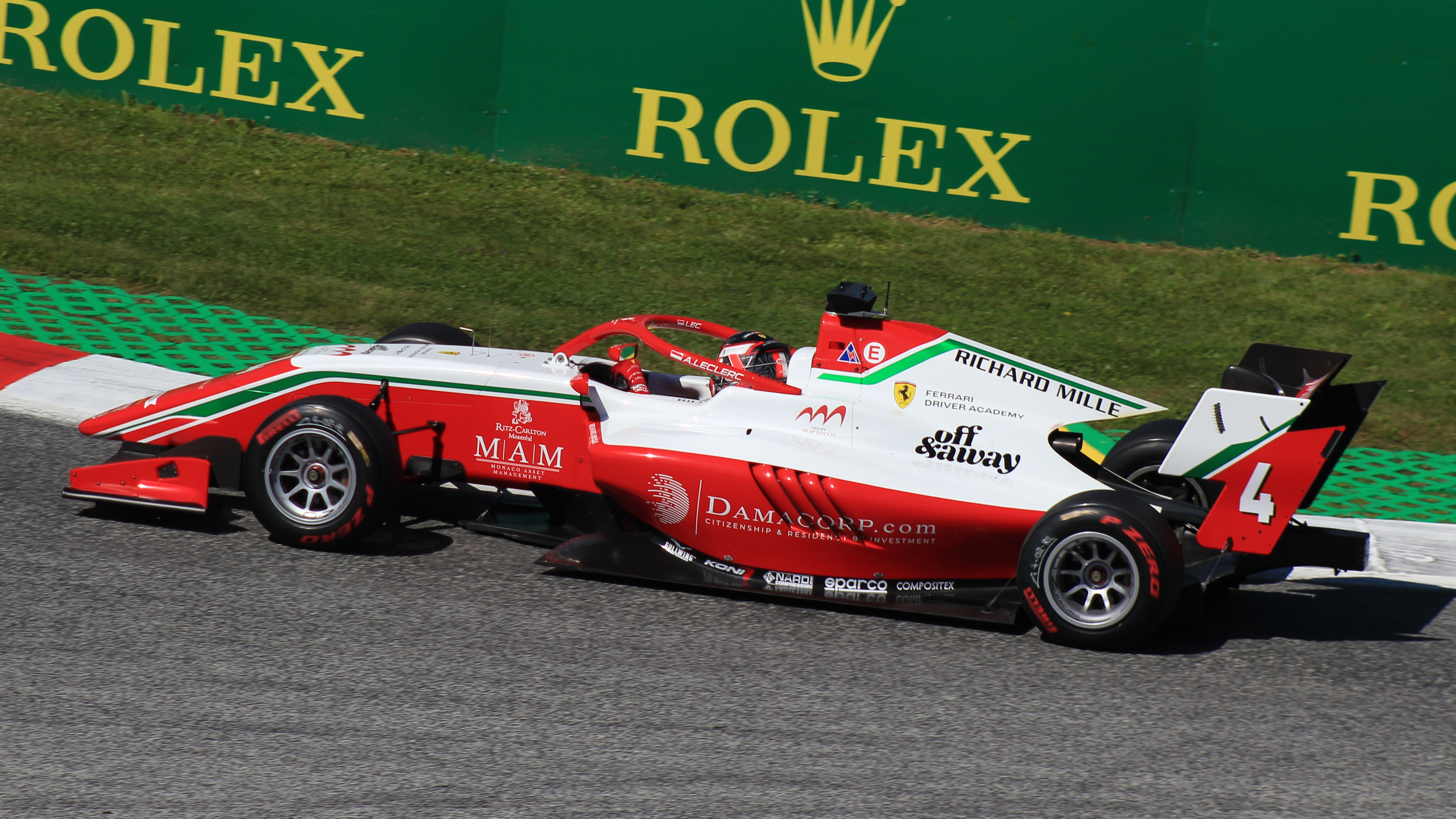
Arthur Leclerc en la ronda de Spielberg de Fórmula 3 2022.

En octubre de 2020, Leclerc disputó los entrenamientos postemporada del Campeonato de Fórmula 3 de la FIA con el equipo Prema en Barcelona y Jerez de la Frontera. Logró el segundo mejor tiempo en la sesión de la tarde del día 27 de octubre.
Dos meses después firmó contrato con la escudería italiana para disputar la temporada 2021. Tras cuatro carreras fuera de los puntos, consiguió su primera victoria en la categoría en la segunda carrera de la ronda en Paul Ricard. En Budapest logró su primera pole position para la carrera 3, pero perdió el triunfo frente a su compañero de equipo Dennis Hauger. En las últimas tres rondas, estuvo en la zona de puntos en la mayoría de las carreras, incluyendo un segundo triunfo en la carrera 1 de Zandvoort. Finalmente se ubicó en la décima posición en el Campeonato de Pilotos con 77 puntos.
Renovó con Prema para la temporada 2022. Comenzó la temporada con un segundo lugar en la carrera 2 de Sakhir. Posteriormente, en la ronda de Silverstone, logró su primera victoria del año en la segunda carrera. Tras esa victoria no volvió a ganar ni a subir al podio, y logró varios puntos que lo ubicaron en la sexta posición en la clasificación final.

### Campeonato de Fórmula 2 de la FIA

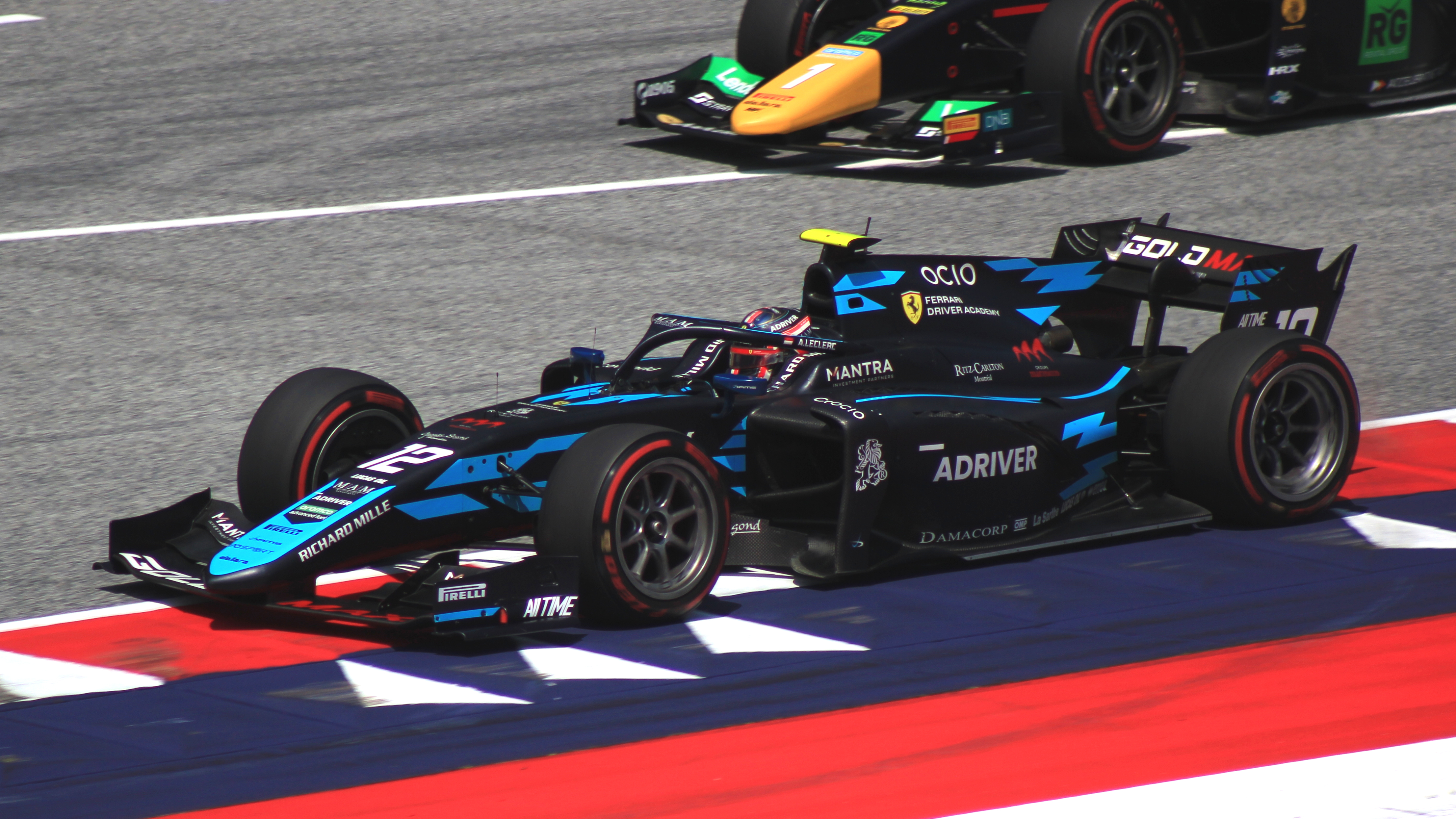
Leclerc durante la F2 2023.

El 21 de noviembre de 2022, Leclerc se unió a la escudería DAMS para dar el salto al Campeonato de Fórmula 2 de la FIA en la temporada 2023. Dos días más tarde disputó la postemporada 2022 con dicha escudería en Yas Marina. Logró el cuarto mejor tiempo en la sesión de la tarde del 24 de noviembre con un tiempo de 1:36.829.
En su paso por la F2, no lograría resultados destacados. Su mejor resultado fue un tercer lugar en la carrera larga de la ronda de Melbourne, el cual sería su único podio de la temporada y en la categoría. Se ubicó en el puesto 15 en el Campeonato de Pilotos, sumando un total de 49 puntos, siendo superado por su compañero Ayumu Iwasa (4.º).

### Fórmula 1
Entre los años 2019 y 2023, Arthur Leclerc fue miembro de las academias de Sauber y Ferrari. A inicios de 2024, fue anunciado como piloto de desarrollo de la Scuderia Ferrari, y realizó pruebas privadas en Barcelona y Fionaro con la Ferrari F1-75 de la temporada 2022. En el Gran Premio de Abu Dabi de 2024, Leclerc tuvo su experiencia en un entrenamiento libre de Fórmula 1, compartiendo equipo con su hermano Charles, siendo la primera vez en la historia de la categoría que dos hermanos comparten equipo en una sesión oficial.
Una semana después, estuvo presente en los entrenamientos de postemporada junto a su hermano y el italiano Antonio Fuoco. Completó 68 vueltas y logró el decimocuarto mejor tiempo de la sesión, con un tiempo de 1:24.576.

### Resistencia

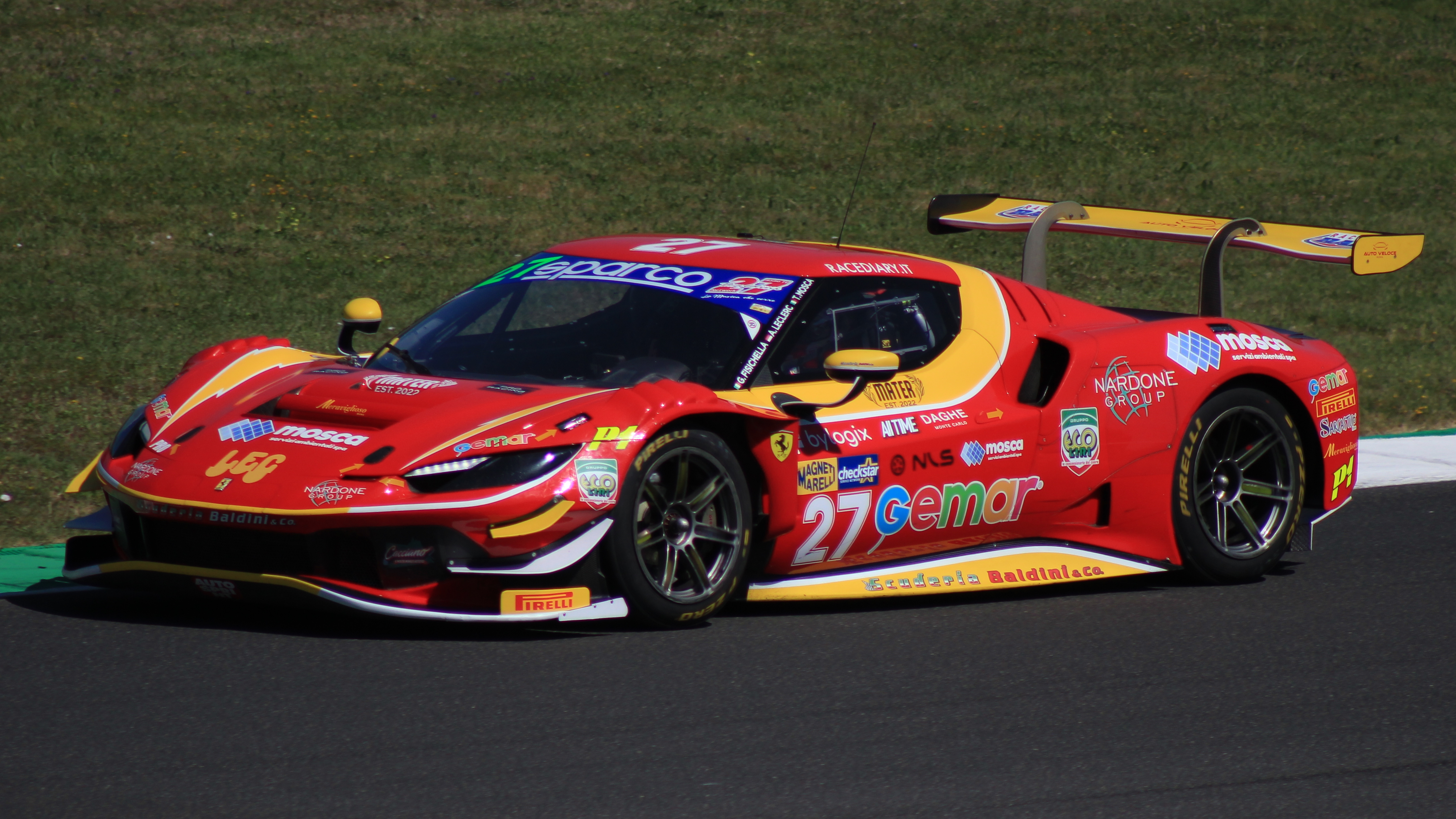
Ferrari 296 GT3 manejada por Arthur Leclerc en Mugello.

En 2024, Leclerc fichó por Panis Racing para disputar la clase LMP2 de la European Le Mans Series junto a Manuel Maldonado y Charles Milesi. Logró su primera victoria en la categoría en las 4 horas de Imola tras salir desde la pole position. El trío llegó a Portimão con posibilidades de ser campeones. Largaron desde la pole, pero finalmente no pudieron sumar puntos y terminaron cuartos en el Campeonato de Pilotos con 61 puntos.
A su vez, mientras disputaba la ELMS, Arthur corrió en la categoría GT3 Pro del Campionato Italiano Gran Turismo con la Scuderia Baldini, resultando campeón con dos victorias en cuatro carreras.

## Vida personal
Arthur es el hermano menor de Charles Leclerc, piloto de Scuderia Ferrari en Fórmula 1. Su otro hermano, Lorenzo, también es piloto.
Su padre, Hervé Leclerc, también se dedicó al automovilismo, compitió en Fórmula 3 en los años ochenta. Falleció en 2017 tras una larga enfermedad a los 54 años.

## Resumen de carrera
| Temporada | Categoría                                  | Equipo                          | Carreras          | Victorias         | Poles             | VR                | Podios            | Puntos            | Pos.              |
| --------- | ------------------------------------------ | ------------------------------- | ----------------- | ----------------- | ----------------- | ----------------- | ----------------- | ----------------- | ----------------- |
| 2018      | Campeonato Francés de F4                   | Auto Sport Academy              | 20                | 2                 | 1                 | 1                 | 8                 | 199               | 5.º               |
| 2019      | ADAC Fórmula 4                             | US Racing-CHRS                  | 20                | 1                 | 1                 | 2                 | 8                 | 202               | 3.º               |
| 2020      | Campeonato de Fórmula Regional Europea     | Prema Powerteam                 | 23                | 6                 | 8                 | 2                 | 15                | 343               | 2.º               |
| 2020      | Alpine Elf Europa Cup                      | Racing Technology               | 1                 | 0                 | 0                 | 0                 | 0                 | 0                 | NC†               |
| 2021      | Campeonato de Fórmula 3 de la FIA          | Prema Racing                    | 20                | 2                 | 1                 | 1                 | 3                 | 77                | 10.º              |
| 2022      | Campeonato de Fórmula Regional Asiática    | Mumbai Falcons India Racing     | 15                | 4                 | 1                 | 1                 | 9                 | 218               | 1.º               |
| 2022      | Campeonato de Fórmula 3 de la FIA          | Prema Racing                    | 18                | 1                 | 0                 | 1                 | 2                 | 114               | 6.º               |
| 2023      | Campeonato de Fórmula 2 de la FIA          | DAMS                            | 26                | 0                 | 0                 | 1                 | 1                 | 49                | 15.º              |
| 2024      | European Le Mans Series - LMP2             | Panis Racing by TDS             | 6                 | 1                 | 2                 | 1                 | 1                 | 61                | 4.º               |
| 2024      | Campionato Italiano Gran Turismo - GT3 Pro | Scuderia Baldini                | 4                 | 2                 | 3                 | 0                 | 2                 | 79                | 1.º               |
| 2024      | Fórmula 1                                  | Scuderia Ferrari                | Piloto de pruebas | Piloto de pruebas | Piloto de pruebas | Piloto de pruebas | Piloto de pruebas | Piloto de pruebas | Piloto de pruebas |
| 2024      | Fórmula 1                                  | Scuderia Ferrari HP             | Piloto de pruebas | Piloto de pruebas | Piloto de pruebas | Piloto de pruebas | Piloto de pruebas | Piloto de pruebas | Piloto de pruebas |
| 2025      | IMSA SportsCar Championship - GTD          | AF Corse                        | Disputándose      | Disputándose      | Disputándose      | Disputándose      | Disputándose      | Disputándose      | Disputándose      |
| 2025      | GT World Challenge Europe Endurance Cup    | AF Corse - Francorchamps Motors | Disputándose      | Disputándose      | Disputándose      | Disputándose      | Disputándose      | Disputándose      | Disputándose      |
| 2025      | GT World Challenge Europe Sprint Cup       | AF Corse - Francorchamps Motors | Disputándose      | Disputándose      | Disputándose      | Disputándose      | Disputándose      | Disputándose      | Disputándose      |
| Fuente:   |                                            |                                 |                   |                   |                   |                   |                   |                   |                   |

- † Leclerc fue piloto invitado, por lo tanto no fue apto para sumar puntos.

## Resultados

### Campeonato de Fórmula 3 de la FIA
(Clave) (negrita indica pole position) (cursiva indica vuelta rápida puntuable)

| Año  | Escudería    | 1   | 1   | 1   | 2   | 2   | 2   | 3   | 3   | 3   | 4   | 4   | 4   | 5   | 5   | 5   | 6   | 6   | 6   | 7   | 7   | 7   | Pos. | Puntos | Ref.   |
| ---- | ------------ | --- | --- | --- | --- | --- | --- | --- | --- | --- | --- | --- | --- | --- | --- | --- | --- | --- | --- | --- | --- | --- | ---- | ------ | ------ |
| 2021 | Prema Racing | BAR | BAR | BAR | LEC | LEC | LEC | SPI | SPI | SPI | BUD | BUD | BUD | SPA | SPA | SPA | ZAN | ZAN | ZAN | SOC | SOC | SOC | 10.º | 77     | [ 30 ] |
| 2021 | Prema Racing | 28  | 24  | 13  | 12  | 1   | 13  | Ret | 6   | Ret | 13  | 11  | 2   | 13  | 10  | 10  | 1   | 7   | 9   | 7   | C   | 7   | 10.º | 77     | [ 30 ] |

| Año  | Escudería    | 1   | 1   | 2   | 2   | 3   | 3   | 4   | 4   | 5   | 5   | 6   | 6   | 7   | 7   | 8   | 8   | 9   | 9   | Pos. | Puntos | Ref.   |
| ---- | ------------ | --- | --- | --- | --- | --- | --- | --- | --- | --- | --- | --- | --- | --- | --- | --- | --- | --- | --- | ---- | ------ | ------ |
| 2022 | Prema Racing | SAK | SAK | IMO | IMO | BAR | BAR | SIL | SIL | SPI | SPI | BUD | BUD | SPA | SPA | ZAN | ZAN | MNZ | MNZ | 6.º  | 114    | [ 33 ] |
| 2022 | Prema Racing | 5   | 2   | 13  | 4   | 4   | 16  | 8   | 1   | 4   | 4   | 27  | 8   | 5   | 11  | 12  | 12  | 8   | 5   | 6.º  | 114    | [ 33 ] |

### Campeonato de Fórmula 2 de la FIA
(Clave) (negrita indica pole position) (cursiva indica vuelta rápida puntuable)

| Año  | Escudería | 1   | 1   | 2   | 2   | 3   | 3   | 4   | 4   | 5   | 5   | 6   | 6   | 7   | 7   | 8   | 8   | 9   | 9   | 10  | 10  | 11  | 11  | 12  | 12  | 13  | 13  | Pos. | Puntos | Ref.   |
| ---- | --------- | --- | --- | --- | --- | --- | --- | --- | --- | --- | --- | --- | --- | --- | --- | --- | --- | --- | --- | --- | --- | --- | --- | --- | --- | --- | --- | ---- | ------ | ------ |
| 2023 | DAMS      | SAK | SAK | YED | YED | MEL | MEL | BAK | BAK | MON | MON | BAR | BAR | SPI | SPI | SIL | SIL | BUD | BUD | SPA | SPA | ZAN | ZAN | MNZ | MNZ | YMC | YMC | 15.º | 49     | [ 38 ] |
| 2023 | DAMS      | 12  | 6   | 11  | 8   | 4   | 3   | 16† | 10  | 14  | Ret | 9   | 9   | 13  | Ret | 8   | 9   | 15  | 13  | 9   | 11  | 11  | 14  | 7   | Ret | 21  | 6   | 15.º | 49     | [ 38 ] |

### European Le Mans Series
(Clave) (negrita indica pole position) (cursiva indica vuelta rápida)

| Año     | Escudería           | Clase | Chasis   | Motor                 | 1     | 2     | 3     | 4     | 5     | 6      | Pos. | Puntos |
| ------- | ------------------- | ----- | -------- | --------------------- | ----- | ----- | ----- | ----- | ----- | ------ | ---- | ------ |
| 2024    | Panis Racing by TDS | LMP2  | Oreca 07 | Gibson GK428 4.2 L V8 | CAT 5 | LEC 8 | IMO 1 | SPA 6 | MUG 4 | ALG 12 | 4.º  | 61     |
| Fuente: |                     |       |          |                       |       |       |       |       |       |        |      |        |

### Fórmula 1
(Clave) (negrita indica pole position) (cursiva indica vuelta rápida)

| Año     | Escudería           | 1   | 2   | 3   | 4   | 5   | 6   | 7   | 8   | 9   | 10  | 11  | 12  | 13  | 14  | 15  | 16  | 17  | 18  | 19  | 20  | 21  | 22  | 23  | 24     | Pos. | Puntos |
| ------- | ------------------- | --- | --- | --- | --- | --- | --- | --- | --- | --- | --- | --- | --- | --- | --- | --- | --- | --- | --- | --- | --- | --- | --- | --- | ------ | ---- | ------ |
| 2024    | Scuderia Ferrari    | BHR | ARA | AUS | JPN | CHN |     |     |     |     |     |     |     |     |     |     |     |     |     |     |     |     |     |     |        |      |        |
| 2024    | Scuderia Ferrari HP |     |     |     |     |     | MIA | EMI | MON | CAN | ESP | AUT | GBR | HUN | BEL | NED | ITA | AZE | SIN | USA | MEX | SÃO | LVG | QAT | ABU TD |      |        |
| Fuente: |                     |     |     |     |     |     |     |     |     |     |     |     |     |     |     |     |     |     |     |     |     |     |     |     |        |      |        |